# Meta Seinemeyer
Meta Seinemeyer (* 5. September 1895 in Berlin; † 19. August 1929 in Dresden) war eine deutsche Opernsängerin (Sopran).

## Lebenslauf
Metha Margarethe Dorothea Seinemeyer wurde am 5. September 1895 in Berlin-Friedrichshain als Tochter des Kriminalkommissars Wilhelm Seinemeyer (* 1870 Bremen; † 1931 Berlin) und seiner Frau Anna, geb. Wassermann (* 1871 Bremen; † 1954 Berlin-Lichterfelde) geboren. In den Jahren 1909 bis 1911 besuchte sie das Mädchen-Lyzeum und die Haushaltungsschule in Berlin, anschließend – von 1911 bis 1917 – absolvierte sie das Stern’sche Konservatorium, an dem Nikolaus Rothmühl ihr Gesangslehrer war. Zum Abschluss des Schuljahrs 1917/18 erhielt sie die Gustav-Hollaender-Medaille.  1918 gab Meta Seinemeyer ihr Debüt in der Titelrolle von Offenbachs Operette Die schöne Helena am Opernhaus in Berlin-Charlottenburg, der Vorläuferinstitution der heutigen Deutschen Oper Berlin. Sie war bis zum Jahre 1924 an der Charlottenburger Oper engagiert, bis sie einen Ruf an die Dresdner Semperoper erhielt, an der sie bis zu ihrem frühen Tode arbeitete.

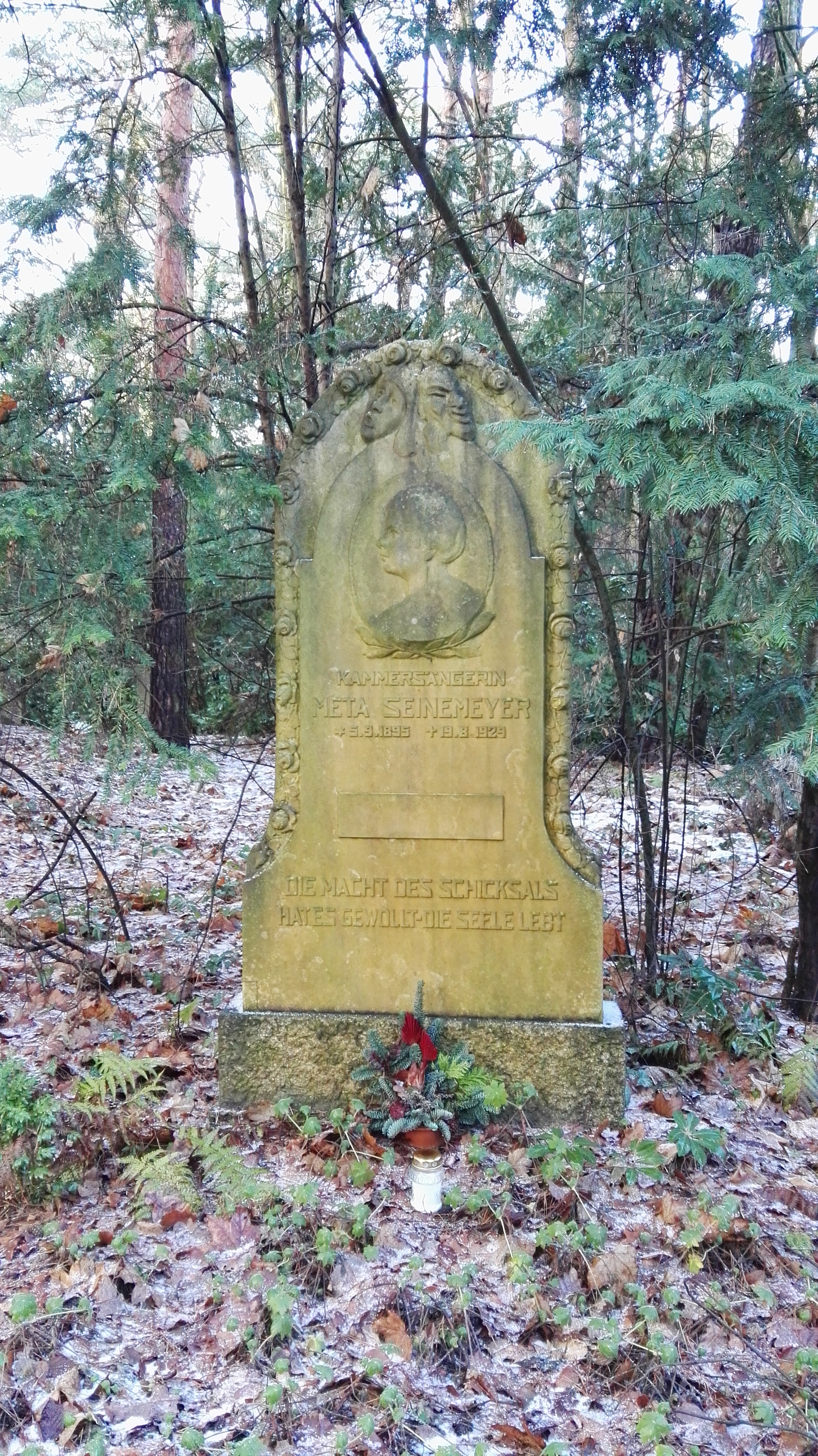
Grabstätte

Von Januar bis April 1923 war Seinemeyer Teil der aus 200 Personen bestehenden Wagner Opera Festival Company, die unter der Leitung von Leo Blech und Georg Hartmann an mehreren Spielorten in den USA Auftritte hatte.
Meta Seinemeyer starb am 19. August 1929 in einem Dresdener Krankenhaus an Leukämie. Nur wenige Stunden vor ihrem Tod – bereits auf dem Sterbebett liegend – hatte sie den Dirigenten Frieder Weissmann geheiratet. Sie wurde auf dem Stahnsdorfer Südwestfriedhof bei Berlin beerdigt (Grabstelle Reformation   8).